# Passerina caerulea
El azulillo grande o picogrueso azul (Passerina caerulea, antes Guiraca caerulea) es un ave paseriforme de la familia Cardinalidae. Es un pájaro migratorio que cría en Norteamérica y pasa el invierno en América Central y las Antillas.
De aproximadamente 15 a 19 cm, son aves de pico grueso triangular. Los machos son de color azul oscuro, con las alas negras con dos barras color pardo rojizo; el pico color gris pálido. Las hembras son pardo brillante, más oscuras en las partes dorsales y las alas también con dos franjas rojizas. Los machos inmaduros son pardos con manchas azules.
Anida en el centro y sur de los Estados Unidos y en casi todo México, a excepción de la península de Yucatán. Inverna desde el sur de la península de Baja California y el norte de México hacia todo el sur de país y a través de Centroamérica hasta Panamá; también en Cuba, La Española, Puerto Rico e islas adyacentes.
La especie se encuentra en zonas de vegetación relativamente abierta, bosques de galería, matorrales, pequeños bosques y tierras cultivadas. Construye sus nidos en árboles de baja altura o en arbustos, normalmente a una elevación de 1 a 3 m, frecuentemente en los márgenes de una zona abierta.